# 恩普雷斯 (喬治亞州)
恩普雷斯（英語：Empress）是位於美國喬治亞州布魯克斯縣的一個非建制地區。該地的面積和人口皆未知。

## 地理
恩普雷斯的座標為30°40′18″N 83°33′57″W / 30.67167°N 83.56583°W，而該地的平均海拔高度為37米（即125英尺）。